# My Life Would Suck Without You
My Life Would Suck Without You – piosenka pop-rockowa stworzona i wyprodukowana przez Maxa Martina, Dr. Luke’a oraz Claude’a Kelly’ego na czwarty album studyjny Kelly Clarkson, „All I Ever Wanted” (2009). Utwór wydany został jako pierwszy singiel promujący krążek dnia 13 stycznia 2009.

## Informacje o singlu
Początkowo planowana premiera utworu w systemie airplay miała nastąpić dnia 19 stycznia 2009, jednak piosenka zadebiutowała na nowojorskiej stacji radiowej Z100 już 13 stycznia, a tego samego dnia o godzinie 20:00 czasu amerykańskiego singiel został natychmiastowo przesłany do pozostałych rozgłośni radiowych za pomocą systemu cyfrowego. Oficjalnie, kompozycja pojawiła się na playlistach w radiach na całym świecie dnia 20 stycznia 2009. Od 16 stycznia 2009 singiel dostępny był do zakupienia w formacie MP3 za pośrednictwem witryny internetowej Amazon.com, natomiast w amerykańskim oraz kanadyjskim serwisie iTunes Store kompozycja miała premierę dnia 20 stycznia.
W Australii „My Life Would Suck Without You” dostępny był od dnia 16 stycznia 2009 dzięki witrynie iTunes Store. 23 stycznia oficjalnie potwierdzono fakt, że kompozycja była najczęściej granym utworem w australijskich stacjach radiowych. W Wielkiej Brytanii oficjalna premiera w systemie airplay miała miejsce dnia 19 stycznia natomiast w systemie digital download 22 lutego 2009.

## Recenzje
Generalnie utwór zyskał pozytywne recenzje profesjonalnych krytyków muzycznych. Magazyn Billboard opisał kompozycję jako „rakietę wyrzucającą bombowe brzmienie rock zabarwione muzyką pop” i dodał, że „piosenka może zadebiutować na najwyższych pozycjach na listach”. Bill Lamb, recenzent About.com uznał podkład muzyczny utworu za „perfekcyjny pop, który może zakończyć się jako jeden z największych hitów roku”. Rolling Stone wyznał, że jest to „porządny pop, który spływa w lawinę mocnego i pewnego syntezatora” wspominając, iż kompozycja „posiada wszystko, by stać się pewnym hitem radiowym”.
Brian Mansfield, recenzent USA Today stwierdził, że piosenka ma „rytmy disco i dużo synth-dance-popowego wzoru, jednak gitarowe brzmienia nadają utworowi sztuczności”, kończąc recenzowanie kompozycji słowami „mimo wszystko, „My Life Would Suck Without You” podoba mi się”. Entertainment Weekly zadeklarował, iż jest to „najlepsza piosenka w historii wszechświata”.

## Teledysk
Teledysk do singla reżyserowany był przez Wayne’a Ishama i nagrywany w grudniu 2008 w Los Angeles. Wstępny przegląd fragmentów teledysku odbył się podczas przerwy reklamowej w czasie trwania programu American Idol dnia 28 stycznia 2009. Premiera pełnej wersji klipu miała miejsce po emisji show na oficjalnej stronie internetowej AT&T.
Videoclip przedstawia historię związku Clarkson i jej chłopaka, która ma miejsce w pokoju apartamentu. Bohaterowie są szczęśliwi i pełni radości. W przypływie energii wyliczają oni swój dobytek (ubrania, magazyny, gitarę), który następnie wyrzucają przez okno pokoju. Kolejna scena teledysku ukazuje przytuloną parę siedzącą na kanapie i oglądającą telewizję. Następnie akcja klipu przenosi się do rozpędzonego samochodu, prowadzonego przez chłopaka wokalistki. Po tym jak para unika wypadku, Kelly całuje się ze swoją miłością czyniąc z tego momentu finalną scenę teledysku. W czasie trwania videoclipu widać ujęcia, w których artystka śpiewa do mikrofonu wraz z zespołem oraz huśta się na huśtawce. Sceny rozpoczynające klip ukazują Clarkson i jej chłopaka jako dzieci.

## Listy utworów i formaty singla
Singel digital download
1. „My Life Would Suck Without You” (Wersja główna) – 3:32

CD singel
1. „My Life Would Suck Without You” (Wersja główna) – 3:32
2. „My Life Would Suck Without You” (Wersja instrumentalna) – 3:32

CD-maxi singel
1. „My Life Would Suck Without You” (Wersja główna) – 3:32
2. „My Life Would Suck Without You” (Wersja instrumentalna) – 3:32
3. „Don’t Waste Your Time” – 3:36
4. „My Life Would Suck Without You” (Videoclip)

Australijski CD-maxi singel
1. „My Life Would Suck Without You” (Wersja główna) – 3:32
2. „My Life Would Suck Without You” (Wersja instrumentalna) – 3:32
3. „My Life Would Suck Without You” (Videoclip)
4. „Not Today” – 3:30
5. „Fading” – 2:52

## Pozycje na listach
| Lista przebojów (2009)       | Najwyższa pozycja |
| ---------------------------- | ----------------- |
| Austria Singles Chart        | 6                 |
| Australia ARIA Singles Chart | 5                 |
| Belgia Singles Chart         | 18                |
| Dania Singles Top 40 Chart   | 31                |
| Irlandia Singles Chart       | 4                 |
| Kanada Billboard Hot 100     | 1                 |
| Holandia Top 40 Chart        | 3                 |
| Niemcy Singles Chart         | 6                 |

| Lista przebojów (2009)            | Najwyższa pozycja |
| --------------------------------- | ----------------- |
| Nowa Zelandia RIANZ Singles Chart | 11                |
| Szwajcaria Singles Chart          | 5                 |
| Szwecja Singles Top 60 Chart      | 2                 |
| UK Singles Chart                  | 1                 |
| USA Billboard Hot 100             | 1                 |
| USA Billboard Pop 100             | 4                 |
| USA Billboard Hot Dance Club Play | 13                |
| United World Chart                | 3                 |

## Daty wydania
| Region            | Data wydania     | Format                           | Wytwórnia      |
| ----------------- | ---------------- | -------------------------------- | -------------- |
| Europa            | 13 stycznia 2009 | Digital download                 | Sony Music     |
| Kanada            | 13 stycznia 2009 | Digital download                 | Sony Music     |
| Stany Zjednoczone | 13 stycznia 2009 | Digital download, airplay        | RCA Records    |
| Australia         | 19 stycznia 2009 | Digital download                 | Sony Music     |
| Australia         | 2 lutego 2009    | CD-maxi singel                   | Sony Music     |
| Nowa Zelandia     | 19 stycznia 2009 | Digital download                 | Sony Music     |
| Wielka Brytania   | 19 stycznia 2009 | Airplay                          | RCA Records UK |
| Wielka Brytania   | 22 lutego 2009   | Digital download                 | RCA Records UK |
| Wielka Brytania   | 2 marca 2009     | CD singel                        | RCA Records UK |
| Holandia          | 16 lutego 2009   | Digital download                 | Sony Music     |
| Niemcy            | 27 lutego 2009   | CD-maxi singel, digital download | Sony Music     |